# OCAT上海館
OCAT上海館，全名華僑城當代藝術中心上海館，是上海市的一座歷史建築，位於北蘇州路1028號。這座建築最初是中國實業銀行的倉庫，共有4層。OCAT上海館是上海市第四批優秀歷史建築。